# Ващенко Олександр Михайлович
Олександр Михайлович Ващенко (нар. 4 травня 1962 року на Сумщині) — кандидат у Президенти України (2019 року). Самовисуванець. Лідер громадської організації «Влада Народу».

## Біографія
- Ващенко О. М. народився 4 травня 1962 року в селищі Недригайлів Сумської області, в сім'ї робітників.
- Батько — Ващенко М. Г. (1936—1977) уродженець села Недригайлів Сумської області, працював водієм та був головою профкому автобази управління механізації будівництва в м. Орджонікідзе Дніпропетровської області.
- Мати — Ващенко Є. І. (1944 р.н.), уродженка села Сакуниха, Сумської області, працювала медичним працівником.

### Освіта
- 1969—1976 — Олександрівська школа м. Орджонікідзе (м. Покров)
- 1976—1979 — середня школа № 2 м. Орджонікідзе (м. Покров).
- 1995—2000 — факультет міжнародних економічних відносин Дніпропетровського національного університету, за спеціальністю економіст.

### Трудова діяльність
- У 1979 році розпочав трудову діяльність електриком-слюсарем 4 розряду  Спеціального управління тресту «Дніпродомнаремонт» Дніпродзержинського металургійного комбінату Дніпропетровської області.
- 1982—1985 роки — радіомеханік, Нікопольського заводу «Побутрадіотехніка» м. Орджонікідзе Дніпропетровської області.
- 1985—1991 роки — керівник відділу постачання, старший товарознавець Орджонікідзевського комбінату побутового обслуговування Дніпропетровської області.

### Бізнес та кар'єра
- 1991—1997 роки — генеральний директор Міжгалузевого науково-виробничого центру «Спектр» міста Орджонікідзе Дніпропетровської області.
- 1997—1999 — голова правління корпорації «Укрполіметал».
- 1999—2003 — президент "Міжнародного Центру Економіки та Права «ICEL» (зовнішньоекономічна діяльність).
- З 2001 президент Транснаціональної Корпорації «Українська Нафтогазова Група» (робота по програмі ООН «Нафта в обмін на продовольчі товари»).
- З 2004 президент «Міжнародного Центру Економіки та Права»
- З 2010 року призупинив підприємницьку діяльність.
- З 2010 року по теперішній час замається науково-дослідницькою роботою системи державного управління.
- Загальний трудовий стаж 35 років. Стаж роботи на керівних посадах 25 років.

### У політиці
- В 2002 році балотувався у народні депутати України по 214 окрузі.
- 2003—2004 роки — розробив та запродував власний проєкт відновлення роботи ЛЕП-750, після чого отримав пропозицію обійняти посаду помічника Першого віце-прем'єр-міністра в Секретаріаті Кабінету Міністрів України.
- В 2006 році балотувався у народні депутати України як лідер виборчого блоку «Влада Народу».
- В 2004 році припинив роботу в Кабінеті Міністрів України через унеможливлення реалізації проєкту відновлення ЛЕП-750, запропонованого ним.
- В 2016 брав участь та вийшов у фінальний відбір конкурсу на посаду голови Одеської Житомирської та Миколаївської обладміністрацій.